# Nimiria inopinata
Nimiria inopinata là một loài thực vật có hoa trong họ Đậu. Loài này được (Prain) Craib mô tả khoa học đầu tiên năm 1927.